# Interpretariato
L'interpretariato è un'attività che consiste nello stabilire una comunicazione orale o segnica tra due o più attori di una conversazione che non condividono lo stesso codice linguistico. 
Si noti che a volte le parole interpretariato e interpretazione possono denotare la stessa attività, ma mentre la prima indica l'attività in generale (intesa anche come professione), la seconda si riferisce più nello specifico alla prestazione stessa dell'interprete, oltre ad avere altri svariati significati in italiano (vedi: interpretazione)

## Interpretazione e traduzione
Sia l'interpretazione orale che la traduzione scritta sono volte a rendere comprensibile un messaggio in una lingua diversa da quella di origine. Tuttavia, mentre per la traduzione scritta il materiale che si traduce è solo la parola presente sul testo, il segno scritto, nell'interpretazione si cerca di rendere comprensibile un messaggio orale secondo il colore che gli è proprio, l'intonazione con la quale viene pronunciato, l'intenzione che l'oratore vuole produrre e il contesto nel quale il messaggio viene espresso. Per potere svolgere il proprio lavoro l'interprete si appoggia alle parole che sente, al contesto nel quale vengono pronunciate, ai gesti ed alla intonazione, alle espressioni del volto, agli interlocutori ai quali il discorso è rivolto, nonché ad infiniti altri elementi caratteristici della comunicazione orale. 
In linea generale, si può dire che la traduzione sia la trasmissione di un messaggio da una lingua a un'altra tramite un canale scritto, mentre l'interpretazione lo fa mediante il canale acustico-vocale o visivo-gestuale (nel caso della lingua dei segni).
La differenza tra la traduzione e l'interpretazione è la stessa che esiste tra lo scrivere un messaggio e il comunicarlo di persona.

## Modalità dell'interpretazione
L'interpretazione si manifesta in varie modalità, diverse per la tecnica e il luogo in cui si svolge il servizio.
Per quanto riguarda le lingue di lavoro, queste si dividono in attive e passive: le lingue attive sono quelle verso cui l'interprete lavora e si suddividono a loro volta in lingua A (la lingua principale dell'interprete, solitamente la lingua madre, verso la quale egli interpreta a partire da tutte le sue lingue di lavoro) e lingua B (la lingua verso la quale l'interprete lavora a partire da una o più delle sue altre lingue e che, pur non essendo la sua lingua principale, è una lingua della quale ha perfetta padronanza); le lingue passive, o lingue C, sono invece quelle di cui si ha una perfetta comprensione e a partire dalle quali l'interprete lavora verso le lingue A o B.

### Interpretazione di conferenza
L'interpretazione di conferenza, come suggerisce il nome, avviene durante conferenze, congressi, vertici internazionali. In tali contesti possono essere impiegate diverse modalità di interpretazione: le più rilevanti sono l'interpretazione simultanea e consecutiva, a cui si aggiunge lo chuchotage, variante della simultanea.

#### Simultanea

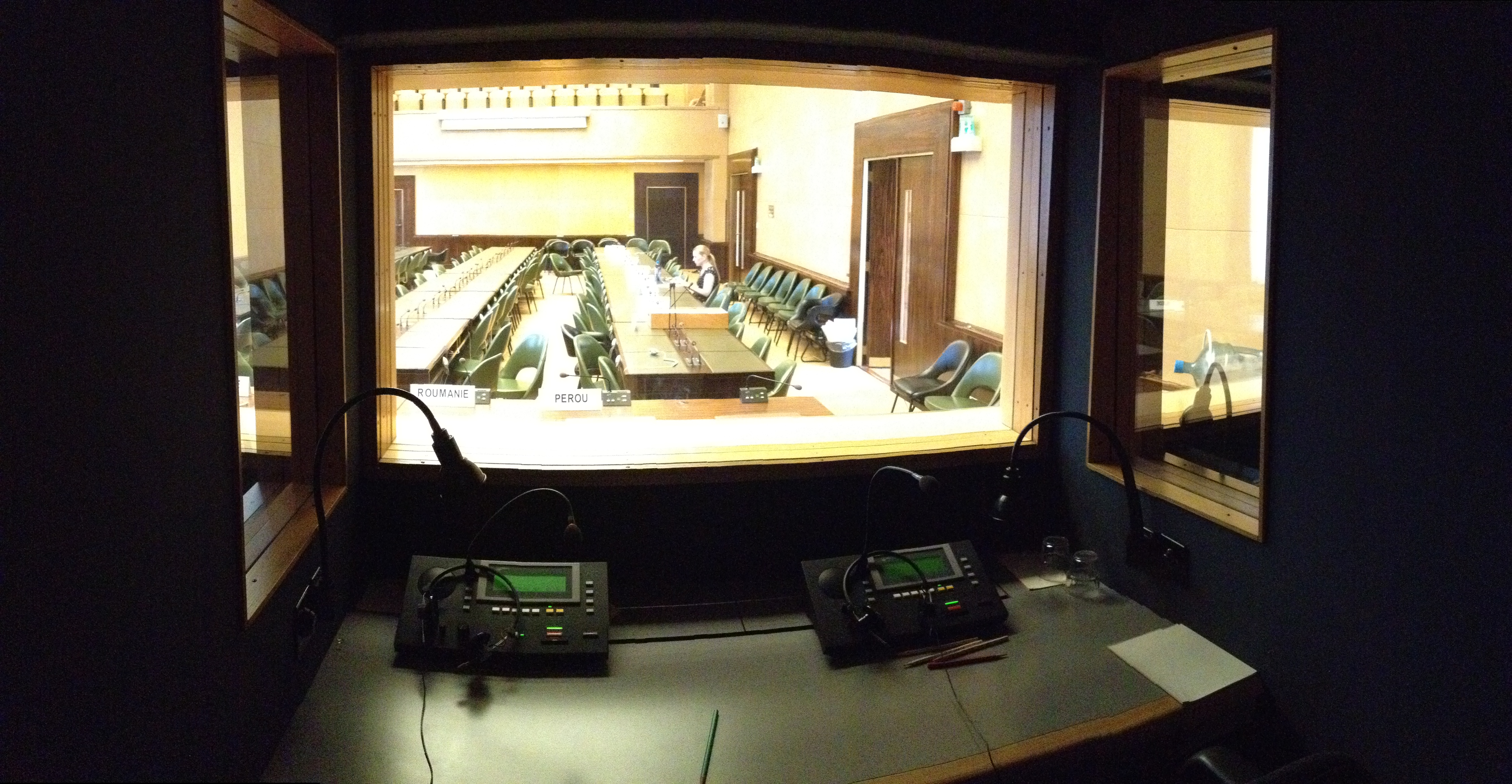
L'interno di una cabina d'interpretazione al Palazzo delle Nazioni di Ginevra.

Nell'interpretazione simultanea l'atto dell'interpretazione del discorso dell'oratore da parte dell'interprete avviene simultaneamente (cioè quasi contemporaneamente) allo svilupparsi del discorso stesso. Si parla di simultaneità, non di contemporaneità, poiché, se si esclude quando l'interprete anticipa correttamente il senso del discorso, sussiste sempre uno scarto di tempo, detto "décalage", più o meno ampio (ciò dipende anche dalla differenza della lingua di partenza da quella di arrivo; ad esempio, traducendo dal tedesco all'italiano, il décalage sarà maggiore, poiché la struttura sintattica della lingua tedesca è caratterizzata dal fatto che, a differenza dell'italiano, il verbo è spesso posto alla fine del sintagma, così l'interprete dovrà attendere che la frase sia completata per iniziare a tradurre).
Nell'interpretazione simultanea l'interprete lavora all'interno di una cabina insonorizzata secondo le norme ISO e dotata di una console, grazie alla quale può ascoltare l'oratore attraverso delle cuffie e fornire l'interpretazione, quindi simultaneamente, mediante un microfono, che la trasmette a tutti coloro che non conoscono la lingua dell'oratore, anch'essi muniti di cuffie. Inoltre è importante che l'interprete, all'interno della cabina, sia in condizione di vedere l'oratore.
L'interpretazione simultanea viene a volte anche denominata "traduzione simultanea" e l'interprete viene definito "traduttore". Questi termini non sono corretti, come si è già spiegato, per via della distinzione esistente tra traduzione e interpretazione.

#### Consecutiva

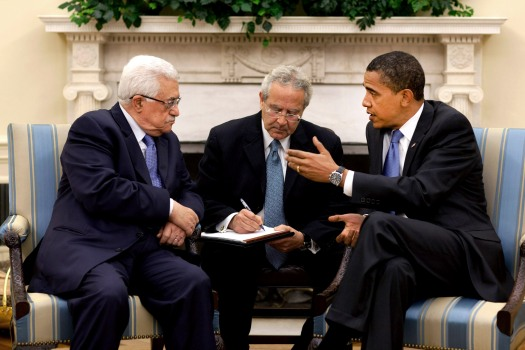
L'incontro tra Barack Obama e Mahmoud Abbas alla Casa Bianca (maggio 2009) avviene con l'ausilio di un interprete (al centro) che prende appunti interpretando poi in modalità consecutiva.

L'interpretazione consecutiva è la più antica forma di interpretazione. Tale modalità consiste nel rendere il discorso dopo che l'oratore ha concluso il suo discorso o parte di esso; mentre egli parla, l'interprete prende nota di tutto ciò che viene detto. La durata delle porzioni di discorso interpretate varia da situazione a situazione: fino a cinquant'anni fa, gli interpreti consecutivisti rendevano discorsi di venti o trenta minuti, ma oggi solo dieci o quindici minuti sono considerati fin troppi, soprattutto dal momento che il pubblico non ama stare ad ascoltare a lungo un eloquio incomprensibile.
Il compito dell'interprete di consecutiva non sta solo nel comprendere la lingua, ma anche nel prendere nota dell'intero nucleo del messaggio, ed è qui che assume grande importanza la presa di note (o, dal francese, prise de notes), un vero e proprio espediente mnemonico che non ha nulla a che vedere con la stenografia: questa ha infatti come scopo quello di annotare ogni parola di un discorso, mentre la presa di note, fatta di simboli, abbreviazioni e altri elementi sussidiari, serve come ausilio destinato all'immediato utilizzo per l'interpretazione consecutiva; per tale motivo, l'interprete non prende appunti precisi e dettagliati, il che ne renderebbe impossibile la decifrazione per lo stesso interprete, a distanza di poco tempo. In effetti, non viene appuntata mediante simboli ogni singola parola, bensì il senso astratto della porzione di discorso ascoltata, dunque, per rappresentare un'intera frase composta da molte parole, potrebbero bastare anche due o tre simboli. L'essenzialità e la schematicità di tale tecnica deriva dal fatto che qualsiasi oratore difficilmente parla a una velocità tale da riuscire a scrivere ogni vocabolo da lui pronunciato.
Tale modalità di interpretazione ha lo svantaggio di raddoppiare la durata dell'intervento, dato che una volta pronunciatosi l'oratore, l'interprete dovrà ripetere il tutto nella lingua di arrivo.

#### Sussurrata
L'interpretazione sussurrata, o chuchotage (dal francese "chuchoter", cioè "sussurrare"), è una variante dell'interpretazione simultanea: l'interprete è a fianco agli ascoltatori, a cui trasmette a bassa voce la traduzione. Questo tipo di interpretazione presenta il vantaggio di non necessitare di alcuna apparecchiatura tecnologica (a differenza della simultanea), ma è impiegabile solo se i fruitori della traduzione sono in numero molto ristretto (generalmente due o tre). Inoltre, a causa dello sforzo della voce dell'interprete nel sussurrare, o comunque trasmettere a voce bassa la traduzione, e delle condizioni acustiche spesso pessime, l'interprete può interpretare in questa modalità solo per breve tempo.

### Interpretazione di comunità
La modalità di interpretazione che copre i servizi governativi locali, sanitari e legali, i servizi sociali e catastali, la salute ambientale e il benessere dell'istruzione. Questa modalità di interpretazione non deve essere confusa con l'interpretazione di volontariato ed è fatta da interpreti professionisti. Nell'interpretazione di comunità sembrano esservi fattori determinanti che si occupano della produzione come il contenuto emotivo, i dintorni ostili e polarizzati, lo stress da questi causato, la relazione di potere fra i partecipanti e il grado di responsabilità dell'interprete - in alcuni casi più che estremi, anche la vita dell'altra persona può dipendere dal suo lavoro.

### Interpretazione di trattativa
L'interpretazione di trattativa (liaison interpreting oppure business to business) è una modalità di interpretazione dialogica da utilizzarsi in un contesto di trattativa d'affari; l'interprete veicola informazioni di natura settoriale tra un parlante di lingua A e un parlante di lingua B sulla base di scambi conversazionali brevi e senza presa d'appunti. Nello specifico, le lingue d'uso s'alternano tra la lingua comune e la microlingua scientifico - professionale.

### Interpretazione di volontariato
Vedi il link esterno sotto sull'impegno sociale e sull'interpretazione di volontariato.

### Interpretazione legale
L'interpretazione legale, o interpretazione giudiziaria o di tribunale, ha luogo nei palazzi di giustizia o nei tribunali amministrativi e ovunque si tenga un processo legale (quali un'aula si conferenze per la deposizione o il riconoscimento di una dichiarazione giurata). L'interpretazione legale può assumere la forma di interpretazione consecutiva di dichiarazioni di testimoni, per esempio, o l'interpretazione simultanea di interi processi tramite l'uso elettronico di uno o più persone che vi prendano parte.
A seconda dei regolamenti e degli standard a cui ogni stato e luogo hanno aderito, gli interpreti di tribunale lavorano solitamente da soli quando si tratta di offrire servizi di interpretazione consecutiva, o in gruppi di lavoro quando si richiede un'interpretazione simultanea. Oltre alla padronanza sia della lingua d'arrivo che di quella di partenza, agli interpreti di tribunale - stanti le pregnanti conseguenze del loro lavoro - si richiede una perfetta conoscenza di procedure legali e di tribunale.

### Interpretazione medica
L'interpretazione medica consiste nella facilitazione della comunicazione da parte di qualcuno qualificato per fornire tale servizio tra un consulente medico e un paziente e/o i membri della sua famiglia. Spesso l'interprete è un madrelingua della lingua d'arrivo, anche se non è sempre detto. L'interprete deve avere una buona conoscenza di medicina, delle procedure comuni, dei procedimenti di intervista ai pazienti e dei processi di esami, dei funzionamenti dell'ospedale o della clinica giorno dopo giorno, al fine di essere in grado di servire sia il paziente che il curante. Gli interpreti medici spesso agiscono come legami culturali per quelli che non hanno una particolare confidenza o non si sentono particolarmente a proprio agio in un ambiente ospedaliero.

## Interpretazione a distanza
Con il sempre più rapido sviluppo delle Information and Communication Technologies e, più specificamente, delle tecnologie di comunicazione a distanza, si sono sviluppate anche tecnologie, organizzazioni e aziende volte a permettere che anche l’interpretazione, come molte altre forme di comunicazione, si possa offrire a distanza.
L’interpretazione dialogica, cioè l'interpretazione di un'interazione spontanea faccia-a-faccia, è la prima modalità di interpretazione che si presta a funzionare a distanza, grazie a una serie di fattori che la differenziano dalla conferenza come evento comunicativo. In primo luogo, si tratta di una modalità di interpretazione utilizzata con enorme frequenza e in una grande varietà di ambiti; in secondo luogo, si utilizza normalmente in contesti meno formali rispetto all'interpretazione di conferenza e, in terzo luogo, gli eventi comunicativi dialogici hanno solitamente una durata inferiore rispetto alle conferenze. L’Australia è stato il primo paese ad offrire, già nel 1973, un servizio di interpretazione dialogica telefonica.
L’interpretazione di conferenza si presta più facilmente (cioè, con meno difficoltà tecnologiche) all'interpretazione a distanza nella sua modalità consecutiva, dato che in questo caso il testo originale e quello interpretato si trasmettono in maniera non-simultanea. Più complicata, invece, risulta essere la simultanea che è, d’altra parte, la modalità di interpretazione di conferenza più richiesta sul mercato. In questo caso, recentemente, alcune aziende di servizi linguistici e informatici hanno intrapreso il cammino della simultanea a distanza, offrendo un servizio in cui l’interprete, lavorando dal suo ufficio, interpreta simultaneamente un evento che si tiene in un altro luogo, e in cui il pubblico ascolta l’interpretazione simultanea attraverso un’applicazione per smartphone, tablet o PC.
Nonostante sia la modalità tecnologicamente meno problematica per il suo sviluppo a distanza, l’interpretazione dialogica a distanza presenta difficoltà specifiche dovute proprio al suo carattere dialogico e di interazione, in cui l’interprete forma effettivamente parte della triade comunicativa. La capacità di lavorare a distanza in interpretazione dialogica richiederà una serie di abilità da parte dell’interprete che si differenzieranno almeno in parte, in assenza di presenza fisica, da quelle utilizzate nell’interpretazione presenziale.
L’interpretazione dialogica bilaterale può essere fornita dall'interprete attraverso il telefono (si parla in questo caso di interpretazione telefonica) o in video conferenza (si parla in questo caso di Video Relay Interpreting, o VRI).

## Dove lavorano gli interpreti

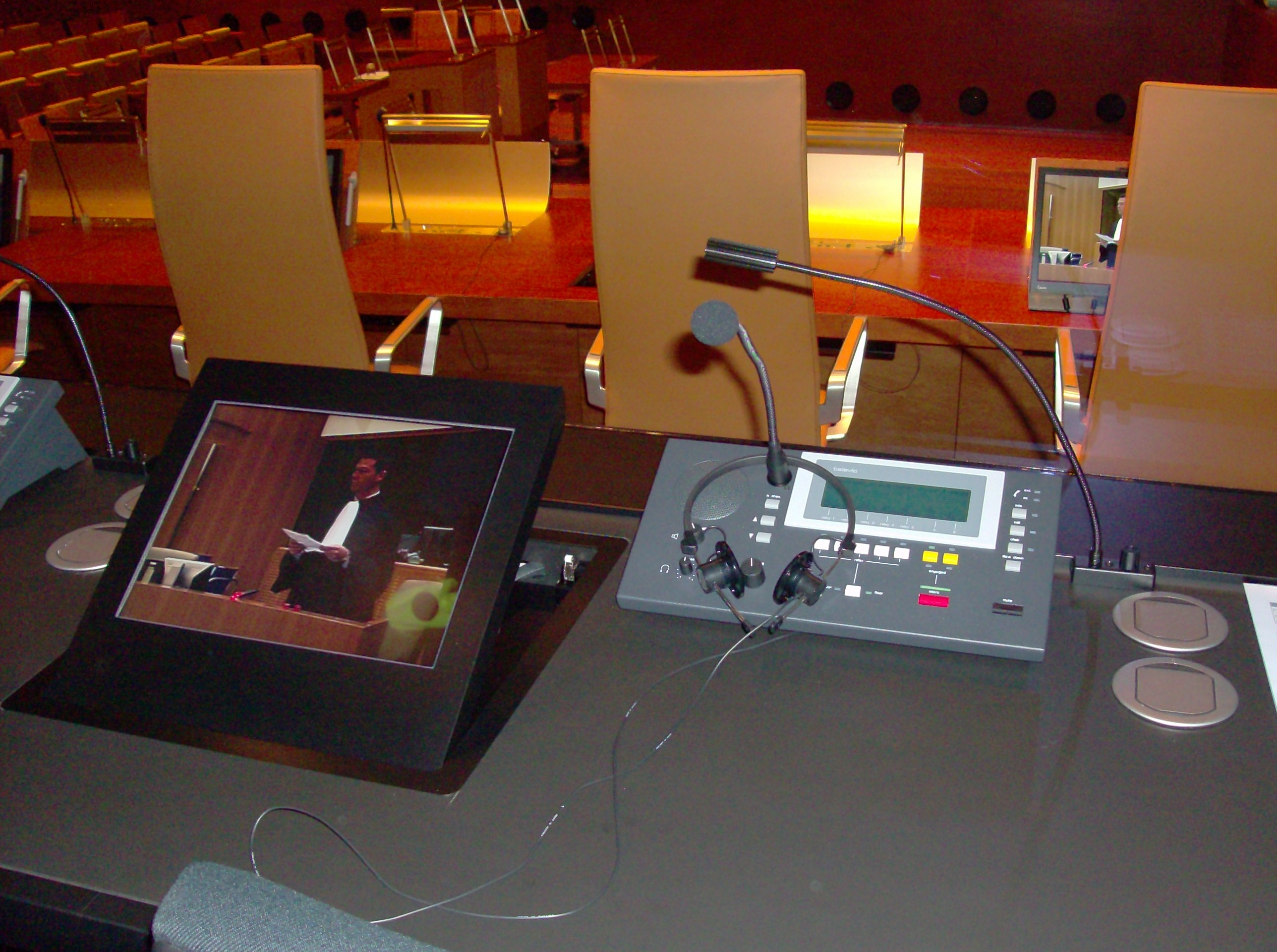
La strumentazione tecnica per l'interpretazione simultanea alla Corte di Giustizia europea.

Eccezion fatta per l'enorme quantità di liberi professionisti presenti sul mercato, la maggioranza degli interpreti professionisti a tempo pieno lavorano per organizzazioni internazionali quali l'ONU o l'Unione europea.
Il più grande datore di lavoro per interpreti nel mondo è attualmente la Commissione europea, che dà impiego a centinaia di interpreti free-lance o di ruolo che lavorano in tutte le lingue ufficiali dell'Unione Europea. Le altre istituzioni dell'Unione Europea (il Parlamento europeo e la Corte di giustizia dell'Unione europea) offrono servizi minori di interpretariato. 
Le Nazioni Unite danno impiego a interpreti in quasi tutte le loro sedi in tutto il mondo. Poiché le lingue ufficiali sono solo sei (inglese, francese, spagnolo, russo, cinese, arabo), si tratta di un datore di lavoro decisamente minore.